# Hans Kessler
Pour les articles homonymes, voir Kessler.
Hans Kessler, né en 1906 à Essen (province de Rhénanie, dans le royaume de Prusse) et mort en 1997 à Krefeld (Rhénanie-du-Nord-Westphalie), est un artiste allemand qui a étudié au Bauhaus de Dessau auprès de Vassily Kandinsky.

## Biographie
Hans Kessler, né en 1906, étudie l'architecture de 1929 à 1931 à l'Université technique de Stuttgart pour devenir un "Bauhäusler". Ensuite, en 1931, il est étudiant au Bauhaus de Dessau puis, après la fermeture forcée par les nazis, à celui de Berlin-Lankwitz, qui sera fermé en 1933.
Au Bauhaus, il a été l'élève de Josef Albers (cours préliminaire), de Vassily Kandinsky (étude des formes abstraites, dessin analytique), de Ludwig Hilberseimer (logement, habitat et urbanisme), de Ludwig Mies van der Rohe (bâtiment) et de Lilly Reich (agrandissement). Kessler ne peut pas terminer ses études, et n'obtient donc pas son diplôme d'architecte.
En 1933, il entre dans une entreprise d'architecture puis, en 1934, dans la cimenterie Friedrich-Alfred-Hütte à Rheinhausen, où il travaille en tant que cimentier. Il est ensuite ingénieur principal, technicien de laboratoire et directeur des opérations dans une aciérie à Rheinhausen, dans le Bas-Rhin, où il s'occupe des opérations de traitement du laitier. En outre, il travaille dans les domaines artistiques de la peinture, du graphique et de la sculpture. Kessler prend sa retraite en 1971 et travaille encore en tant qu'indépendant. Il meurt en 1997 à Krefeld, à l'âge de 90 ans.

## Œuvre épistolaire
Étudiant au Bauhaus à Dessau, le 1er septembre 1931 depuis l'hôtel Drei Kronen — lieu de rencontre du chapitre local de la NSDAP depuis 1923 —, il écrit une carte postale à sa mère, Wilhelmine Kessler demeurant à Essen. La première ligne comporte les mots Liebe, Alte Dame. Cette carte est la première d'une centaine de lettres et cartes postales qui illustrent sa vie d'étudiant au Bauhaus et qui constituent un document contemporain unique. Cette correspondance perdure jusqu'en 1933 et a été publiée en 2013 sous le titre Die letzten zwei Jahre des Bauhauses. The last two years of the Bauhaus.